# Juan Francisco Lombardo
Juan Francisco Lombardo (Mendoza, 1925. június 11. – 2012. május 24.) argentin labdarúgóhátvéd.
Az argentin válogatott tagjaként részt vett az 1958-as labdarúgó-világbajnokságon.

## Sikerei, díjai
Argentína
- Copa América
  - győztes: 1955, Chile
  - 3.: 1956, Uruguay